# George Lee (Pilot)
Douglas George Lee MBE (* 7. November 1945 in Dublin) ist ein ehemaliger britischer Pilot. Er ist der erste Segelflieger der drei Weltmeisterschaften in Folge gewann.

## Pilotenlaufbahn
George Lee stammt aus einer irischen Arbeiterfamilie. Er begann 1962 eine technische Lehre bei der Royal Air Force und im folgenden Jahr mit dem Segelfliegen auf einem Grunau Baby. Später wurde er Kampfpilot, lernte auf einer Chipmunk und flog vor allem die F-4 Phantom. Im Jahr 1984 wechselte er als Flugkapitän zur Cathay Pacific und flog für 15 Jahre die Boeing 747, auch als Checkkapitän.
Als Segelflieger wurde Lee Fluglehrer und erflog die drei Diamanten. Seit 1970 nahm er an Wettbewerben teil und gewann 1974 seine erste Britische Meisterschaft. Einen Landesrekord im Zielrückkehrflug errang Lee 1971. Als Mitglied der britischen Nationalmannschaft gewann er die Weltmeisterschaften in der Offenen Klasse in Räyskälä 1976, in Châteauroux 1978 (beide mit einer ASW 17) und in Paderborn 1981 (mit Nimbus-3).
Lees prominentester Flugschüler war Prinz Charles, der seine einzigen Segelflüge mit ihm absolvierte. In seinem Ruhestand trainierte Lee in Australien erfahrene Nachwuchssegelflieger. Seine Autobiografie erschien 2013 in englischer und 2015 in polnischer Sprache.

## Familie
George Lee ist verheiratet. Das Ehepaar hat eine Tochter und einen Sohn. Sie leben auf einer kleinen Farm in Queensland.

## Auszeichnungen
Lee erhielt 1981 die Lilienthal-Medaille der FAI für drei aufeinander folgende Weltmeistertitel. Der Royal Aero Club zeichnete ihn mit der Goldmedaille sowie mit den Britannia Trophies der Jahre 1978 und 1981 aus. Zudem erhielt er die Founders’ Medal der Air League.

## Schriften
- Hold Fast To Dreams. Evangelista Media, 2013.
- übersetzt von Marzena Padowska: Uwierz w Marzenia. SCG Wydawnictwo – Elay SCG, 2015.